# Billedkunstner
En billedkunstner er en kunstner, som beskæftiger sig med billedmæssige udtryk indenfor følgende udtryksformer:
- fotografi
- video
- maleri
- skulptur
- grafik
- collage
- installationskunst
- performance
- lyd

Det er ikke udsædvanligt at samtidige billedkunstnere endvidere arbejde med blandingsformer som f.eks. lydkunst, videoinstallation, fanzine, web-kunst og med socialt engagerede kunstprojekter.
Et eksempel på en verdenskendt billedkunstner er Vincent van Gogh, som malede og tegnede.

## Uddannelse
Der findes tre kunstakademier i Danmark, som tilbyder en længerevarende videregående uddannelse indenfor billedkunst. Det Jyske Kunstakademi, Det Fynske Kunstakademi og Billedkunstskolerne under Det Kongelig Danske Kunstakademi.